# Brookings, South Dakota
Brookings är administrativ huvudort i Brookings County i South Dakota. Orten har fått sitt namn efter domaren Wilmot Brookings. Enligt 2010 års folkräkning hade Brookings 22 056 invånare.

## Kända personer från Brookings
- James H. Weaver, politiker